# Loporzano (kommunhuvudort)
Loporzano är en kommunhuvudort i Spanien.   Den ligger i provinsen Provincia de Huesca och regionen Aragonien, i den nordöstra delen av landet, 300 km nordost om huvudstaden Madrid. Loporzano ligger 584 meter över havet och antalet invånare är 529.
Terrängen runt Loporzano är platt åt sydväst, men åt nordost är den kuperad. Runt Loporzano är det glesbefolkat, med 8 invånare per kvadratkilometer. Närmaste större samhälle är Huesca, 7,6 km väster om Loporzano. Trakten runt Loporzano består till största delen av jordbruksmark.